# Lancelotto Politi
Lancelotto Politi (nome religioso Ambrosius Catharinus, 1483 – 1553) foi um canonista dominicano italiano, teólogo e bispo.
A Enciclopédia Católica de 1913 descreve Catharinus como um "brilhante excêntrico" e afirma que, apesar das frequentes acusações de heresia, seus ensinamentos sempre estiveram "dentro dos limites da ortodoxia".

## Vida
Politi nasceu em Siena. Aos dezesseis anos, tornou-se Doutor em Direito Civil e Canônico (JUD) pela Academia de Siena. Depois de visitar muitas academias na Itália e na França, foi nomeado (1508) professor em Siena. Ele teve entre seus alunos Giovanni del Monte, depois Papa Júlio III, e Sisto de Siena, um judeu convertido que estimava seu mestre, mas criticava severamente alguns de seus escritos.
Por volta de 1513, ele entrou para a Ordem de São Domingos no convento de São Marcos, em Florença. Lá, ele estudou escrituras e teologia sem um mestre. Isso pode explicar sua independência e sua defesa de opiniões singulares, especialmente no que diz respeito à predestinação, à certeza de possuir a graça, à residência dos bispos em suas dioceses e à intenção exigida do ministro de um sacramento.
Ele foi um fervoroso defensor do catolicismo contra Martinho Lutero e seus seguidores e teve destaque nas discussões do Concílio de Trento, para o qual foi chamado por seu antigo aluno, Cardeal del Monte, legado de Paulo III. Na terceira sessão pública (4 de fevereiro de 1546), Catharinus pronunciou um discurso notável, posteriormente publicado ["Oratio ad Patres Conc. Trid." (Lovaina, 1567; Paris, 1672)].
Apesar dos ataques ao seu ensino, foi nomeado Bispo de Minori em 1546 e, em 1552, Arcebispo de Conza, Província de Nápoles. O Papa Júlio III, sucessor de Paulo III, chamou Politi a Roma, pretendendo, diz Jacques Échard, elevá-lo ao cardinalato, mas ele morreu antes de chegar a Roma.
Pallavicino e outras autoridades declaram que o Concílio de Trento não condenou suas opiniões singulares. Ele defendeu a Imaculada Conceição da Santíssima Virgem. Segundo Échard, ele se arrependeu no final de sua vida da veemência com que combateu o Cardeal Caetano e o Padre Domingo de Soto. Ele morreu em Nápoles.

## Obras
Suas principais obras (para uma lista completa, veja Echard) são:
- Apologia pro veritate catholicæ et apostolicæ fldei ac doctrinæ, adversus impia ac pestifera Martini Lutheri dogmata (Florença, 1520)
- Speculum hæreticorum (Lyon, 1541), com dois opúsculos sobre o pecado original e a justificação
- Annotationes in commentaria Cajetani super sacram Scripturam (Lyon, 1542)
- Tractatus quæstionis quo jure episcoporum residentia debeatur (Veneza, 1547)
- Defensio catholicorum pro possibili certitudine gratiæ (ibid., 1547)
- Es bonus corripuit editor ad hoc intendere usus invexit errorem (Roma, 1548)
- Summa doctrinæ de prædestinatione (Roma, 1550)
- Commentaria in omnes D. Pauli epistolas et alias septem canonicas (Veneza, 1551)
- Disputatio pro veritate immaculatæ conceptionis B. Virginis (Roma, 1551)

Ele também publicou vários opúsculos, por exemplo, sobre Providência e predestinação, o estado de crianças que morrem sem batismo, a comunhão de crianças pequenas, o celibato e as Escrituras e sua tradução para o vernáculo.